# Kajakarstwo górskie na Igrzyskach Azjatyckich 2018
Kajakarstwo górskie na Igrzyskach Azjatyckich 2018 – jedna z dyscyplin rozgrywana podczas igrzysk azjatyckich w Dżakarcie i Palembangu. Zawody odbyły w dniach 21 – 23 sierpnia w Bendungan Rentang w Bandungu. Do rywalizacji w czterech konkurencjach przystąpiło 58 zawodników z 13 państw.

## Uczestnicy
W zawodach wzięło udział 58 zawodników z 13 państw.
| Reprezentacja    | Liczba zawodników |
| ---------------- | ----------------- |
| Chiny            | 9                 |
| Chińskie Tajpej  | 4                 |
| Indie            | 4                 |
| Indonezja        | 6                 |
| Iran             | 4                 |
| Japonia          | 7                 |
| Kazachstan       | 4                 |
| Kirgistan        | 1                 |
| Korea Południowa | 4                 |
| Malezja          | 2                 |
| Mjanma           | 1                 |
| Tajlandia        | 8                 |
| Uzbekistan       | 4                 |
| 13 reprezentacji | 58                |

## Medaliści
| Konkurencja | Złoto         | Srebro        | Brąz                    |           |
| Mężczyźni   | Mężczyźni     | Mężczyźni     | Mężczyźni               | Mężczyźni |
| ----------- | ------------- | ------------- | ----------------------- | --------- |
| K-1         | Quan Xin      | Kazuya Adachi | Hermann Ludwig Husslein | [ 3 ]     |
| C-1         | Takuya Haneda | Chen Fangjia  | Aleksandr Kulikow       | [ 4 ]     |
| Kobiety     |               |               |                         |           |
| K-1         | Aki Yazawa    | Li Tong       | Chang Chu-han           | [ 5 ]     |
| C-1         | Chen Shi      | Chen Wei-han  | Atcharaporn Duanglawa   | [ 6 ]     |

## Tabela medalowa
| Pozycja | Reprezentacja   | Złoto | Srebro | Brąz | Razem |
| ------- | --------------- | ----- | ------ | ---- | ----- |
| 1.      | Chiny           | 2     | 2      | 0    | 4     |
| 2.      | Japonia         | 2     | 1      | 0    | 3     |
| 3.      | Chińskie Tajpej | 0     | 1      | 1    | 2     |
| 4.      | Tajlandia       | 0     | 0      | 2    | 2     |
| 5.      | Kazachstan      | 0     | 0      | 1    | 1     |
| Razem   | Razem           | 4     | 4      | 4    | 12    |